# Lorenzo Mambrini (football, 1978)
Pour les articles homonymes, voir Lorenzo Mambrini et Mambrini.
Lorenzo Mambrini, né le 3 juillet 1978 à Città di Castello en Ombrie, est un footballeur italien qui évoluait au poste de milieu de terrain, avant de devenir entraîneur.

## Biographie

### Carrière de joueur
Mambrini effectue l'essentiel de sa carrière en Serie D (SSD Città di Castello, Baldaccio Bruni, Torgiano, San Lorenzo Lerchi) même s'il évolue chez les professionnels à l'US Arezzo (Serie C2) sous les ordres de Serse Cosmi. Une blessure l'oblige à mettre fin à sa carrière de joueur en 2011.

### Carrière d'entraîneur

#### En Italie
Il obtient sa licence d'entraîneur en 2006 et dirige des clubs de Serie D dont le Castiglionese, San Lorenzo de Lerchi et Valfabbrica. C'est avec ce dernier club qu'il se voit impliqué dans une affaire de matchs truqués en 2013. Condamné à trois ans et demi de suspension, sa peine est réduite à trois ans puis à 18 mois avant d'être blanchi le 14 mars 2014.

#### Première expérience cubaine
Entretemps, il décide de s'exiler à Cuba, le pays de sa compagne. Il y est nommé entraîneur du FC Santiago de Cuba en décembre 2015 où il atteint la consécration en remportant le championnat 2017 sans connaître la moindre défaite. Dans la foulée du titre obtenu, en octobre 2017, il est nommé sélectionneur-adjoint de l'équipe nationale cubaine – fonction qu'il n'exercera pas – et entraîneur du FC La Habana, le club de la capitale. 
Fin janvier 2018, il réussit sa première mission à la tête des Havanais en s'octroyant la deuxième place de l'édition 2018 du Torneo de Ascenso (l'équivalent de la D2 cubaine), résultat qui permet à son nouveau club de disputer le championnat 2018. Mais son expérience au sein du FC La Habana est de courte durée puisqu'il abandonne l'équipe dès la deuxième journée dudit championnat.

#### En Équateur
En mars 2018, il prend les rênes du Chacaritas FC, club de la serie C équatorienne.

#### Retour à Cuba
En octobre 2019, il est annoncé à la tête du FC Ciego de Ávila, club de 1re division cubaine. Eloigné des terrains de jeu pendant deux ans, Mambrini reprend du service en 2023 sur le banc du FC Guantánamo.

## Palmarès(entraîneur)
| FC Santiago de Cuba - Championnat de Cuba (1) : - Champion : 2017. |  | FC La Habana - Torneo de Ascenso (D2 cubaine) : - Deuxième : 2018. |  | FC Ciego de Ávila - Championnat de Cuba : - Vice-champion : 2019-20 (Ape.). |